# Lärchbach (Zeiringbach)
Der Lärchbach ist ein 2,7 Kilometer langer Gebirgsbach im Ort Zeiringgraben, der einen hinteren Bereich des gleichnamigen Tals durchfließt und in den Zeiringbach mündet.